# Félix d'Herelle
Félix Hubert d'Herelle, född 25 april 1873 i Montréal, död 22 februari 1949, var en kanadensisk bakteriolog.
D'Herelle var assistent vid Pasteurinstitutet i Paris 1908–1914, laboratoriechef där 1914–1921, chef för bakteriologlaboratoriet vid universitetet i Leiden 1921–1923, från 1928 professor i bakteriologi vid Yaleuniversitetet. D'Herelle utgeav ett stort antal bakteriologiska arbeten, mestadels rörande bakteriofagproblemet.